# Tsutomu Kawasaki
Tsutomu Kawasaki (jap. 川崎 努 Kawasaki Tsutomu; ur. 13 czerwca 1969) – japoński łyżwiarz szybki specjalizujący się w short tracku, brązowy medalista olimpijski, złoty medalista mistrzostw świata.
W 1988 roku wystąpił w konkurencjach pokazowych w short tracku podczas igrzysk olimpijskich w Calgary. W zawodach tych zajął 5. miejsce w sztafecie, 11. w biegach na 1000 i 1500 m, 15. na 500 m oraz 16. na 3000 m.
Wziął udział w igrzyskach olimpijskich w Albertville w 1992 roku. Pełnił rolę chorążego reprezentacji Japonii podczas ceremonii otwarcia. Zdobył brązowy medal olimpijski w biegu sztafetowym na 5000 m (wraz z nim japońską sztafetę stanowili: Yūichi Akasaka, Tatsuyoshi Ishihara i Toshinobu Kawai). Wystąpił też w biegu na 1000 m, w którym zajął 16. miejsce.
W 1992 roku zdobył złoty medal mistrzostw świata w Denver w biegu sztafetowym.